# Marcin Kowalczyk
Marcin Kowalczyk (* 9. April 1985 in Wieruszów, Polen) ist ein polnischer ehemaliger Fußballspieler.

## Karriere

### Verein
Der Abwehrspieler begann seine Karriere beim polnischen Klub Polonia Kępno, von wo er zu UKS SMS Łódź wechselte. Seine erste Profistation war von 2002 bis 2004 der damalige Zweitligist Łódzki KS. Hier debütierte er 2002 im Alter von nur 17 Jahren in der zweiten Liga. Über die Umwege UKS SMS Łódź und Stal Głowno kam er 2006 zu GKS Bełchatów. Hier debütierte er auch in der Ekstraklasa (Polnische 1. Liga). Hier konnte der Defensivspezialist überzeugen, so dass er 2008 zu Dynamo Moskau nach Russland wechselte. Hier konnte er sich auf Anhieb einen Stammplatz erkämpfen. Nachdem er von März bis Juni 2011 an Metalurh Donezk ausgeliehen war, wechselte er im August ablösefrei zurück in seine Heimat und schloss sich Zagłębie Lubin an. Für Lubin absolvierte Marcin Kowalczyk in der Hinrunde der Saison 2011/2012 sieben Ligaspiele. Zur Rückrunde wurde er wegen schwacher Leistungen nur noch in der Nachwuchsliga, der Młoda Ekstraklasa, eingesetzt. Zu Beginn der Saison 2012/2013 schloss er sich dem polnischen Meister Śląsk Wrocław an. Wo er einen 1-Jahres-Vertrag mit einer Option auf zwei weitere Jahre unterschrieb. Es folgten weitere Stationen in Russland bei Wolga Nischni Nowgorod und FK Tosno, ehe er zurück in seine Heimat kehrte. 2016 schloss er sich Ruch Chorzów an, 2018 unterschrieb er bei GKS Tychy. Dort beendete er 2020 seine Karriere.

### Nationalmannschaft
Am 20. August 2008 debütierte Kowalczyk im Freundschaftsspiel gegen die Ukraine (0:1) in der polnischen A-Nationalmannschaft. Insgesamt spielte er bis 2013 achtmal für die Auswahl seines Landes.